# Freziera echinata
Freziera echinata là một loài thực vật thuộc họ Theaceae. Đây là loài đặc hữu của Colombia.